# Été indien
Pour les articles homonymes, voir été indien (homonymie).
Ne doit pas être confondu avec Saison des couleurs.

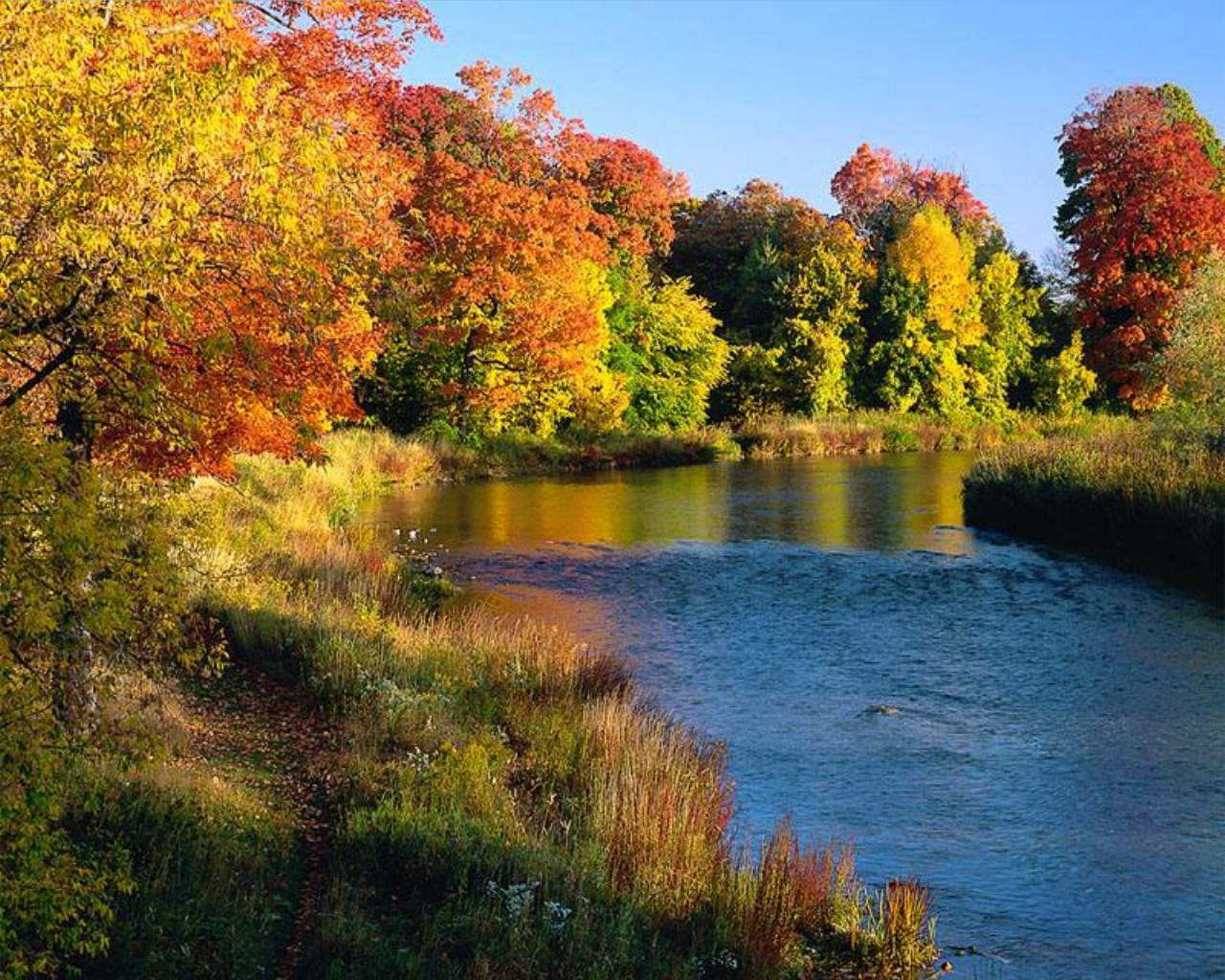
Une journée d’été indien en Nouvelle-Angleterre se produisant en même temps que la saison du changement de couleur des feuillus.

L’été indien ou l’été des Indiens est, en Amérique du Nord, une période ensoleillée et aux températures douces pour la saison, après les premières gelées de l’automne et juste avant l’hiver. En France on parle traditionnellement d’été de la Saint-Martin pour le même phénomène. Il se produit en octobre ou au début de novembre. Il est aléatoire et peut durer de quelques jours à plus d’une semaine, ou ne pas se produire du tout certaines années. L'été indien ne doit pas être confondu avec le changement annuel de couleur des feuillus qui se produit à la même période.

## Explication météorologique
À l’automne, l’ensoleillement diminue et le contraste thermique entre le pôle pointant à l’opposé du soleil et l’équateur augmente. La circulation atmosphérique principale, qui en été se situe surtout en région polaire, commence à se décaler vers les latitudes moyennes. En conséquence, les dépressions météorologiques passent plus au sud pour l’hémisphère Nord et plus au nord pour l’hémisphère Sud ; l’air froid commence dans ces régions à se propager et à donner du gel. 
Cependant le flux d’altitude est encore assez lent et il peut s’écouler plusieurs jours entre deux dépressions. Dès lors, les alizés des tropiques peuvent profiter de cette différence de vitesse pour remonter (ou descendre dans l'hémisphère austral) et fixer des anticyclones pour une durée plus ou moins longue, apportant ainsi de l’air doux et sec qui donne des conditions presque estivales. Les années durant lesquelles le phénomène ne se produit pas sont celles qui voient les dépressions descendre trop lentement vers l’équateur pour permettre au redoux de s’installer.

## Caractéristiques principales
Les particularités principales d'un été indien sont les suivantes, :
- il se produit à l'automne, le plus souvent entre le début du mois d'octobre et le milieu du mois de novembre, après une période de gel (premier coup de froid) ;
- la période de redoux dure au moins trois jours pendant lesquels la température est d’au moins 5 °C supérieure à la normale saisonnière ;
- il n'y a que peu ou pas de précipitations, c'est-à-dire moins de 5 mm de pluie par jour. Les journées sont donc ensoleillées, les nuits souvent froides et les matins brumeux.

## Dates
Les dates auxquelles ce phénomène survient sont toutefois extrêmement variables, en fonction des différences climatiques de chaque lieu. Dans l'État du Minnesota au nord des États-Unis par exemple, l’été indien survient au début du mois d’octobre. Dans une région comme celle de San Francisco, c’est parfois en octobre qu’on observe les journées les plus chaudes, mais il faut dire qu'à San Francisco les variations annuelles de températures sont faibles et le gel très rare.

## Variation de sens
Prise métaphoriquement, l’expression peut désigner un renouveau inattendu ou tardif.

## Origine
Cette expression est utilisée depuis plus de deux siècles. On a commencé à entendre parler de l’Indian Summer tout d’abord en Pennsylvanie à la fin du XVIIIe siècle. Ce terme a ensuite voyagé dans les régions de l’État de New York et de la Nouvelle-Angleterre vers 1798. Il aurait fait son apparition au Canada vers 1821 et en Angleterre vers 1830. Les francophones du Canada ont traduit ce terme par « été des Indiens ». 
Son sens exact d’origine est perdu mais ci-dessous se trouvent certaines hypothèses qui ont été émises :
- elle peut tirer son nom de la période traditionnelle où les Indiens d’Amérique du Nord achevaient leurs récoltes et garnissaient leur wigwam de provisions ;
- dans The Americans, The Colonial Experience, Daniel J. Boorstin suppose que le terme tire son origine des raids des colons européens, pendant les guerres contre les Indiens, raids qui s’arrêtaient à l’automne. Toute période de temps estival permettait de prolonger des raids, en faisant un été indien, mais la première fois que le terme apparaît, en 1778, ces raids n’étaient plus pratiqués depuis longtemps ;
- les premiers blancs qui habitaient à l'intérieur des terres attribuaient la brume de cette période à la fumée provoquée par les feux de prairies que les indiens faisaient à cette époque de l'année ;
- les marins anglais, qui voyageaient d'une mer à l'autre, avaient remarqué une ressemblance entre notre temps d'automne et celui observé aux Indes pendant l'été ;
- l'été indien est peut-être tout simplement nommé ainsi car il est commun dans les anciens territoires indiens d’Amérique du Nord.

## Autres dénominations

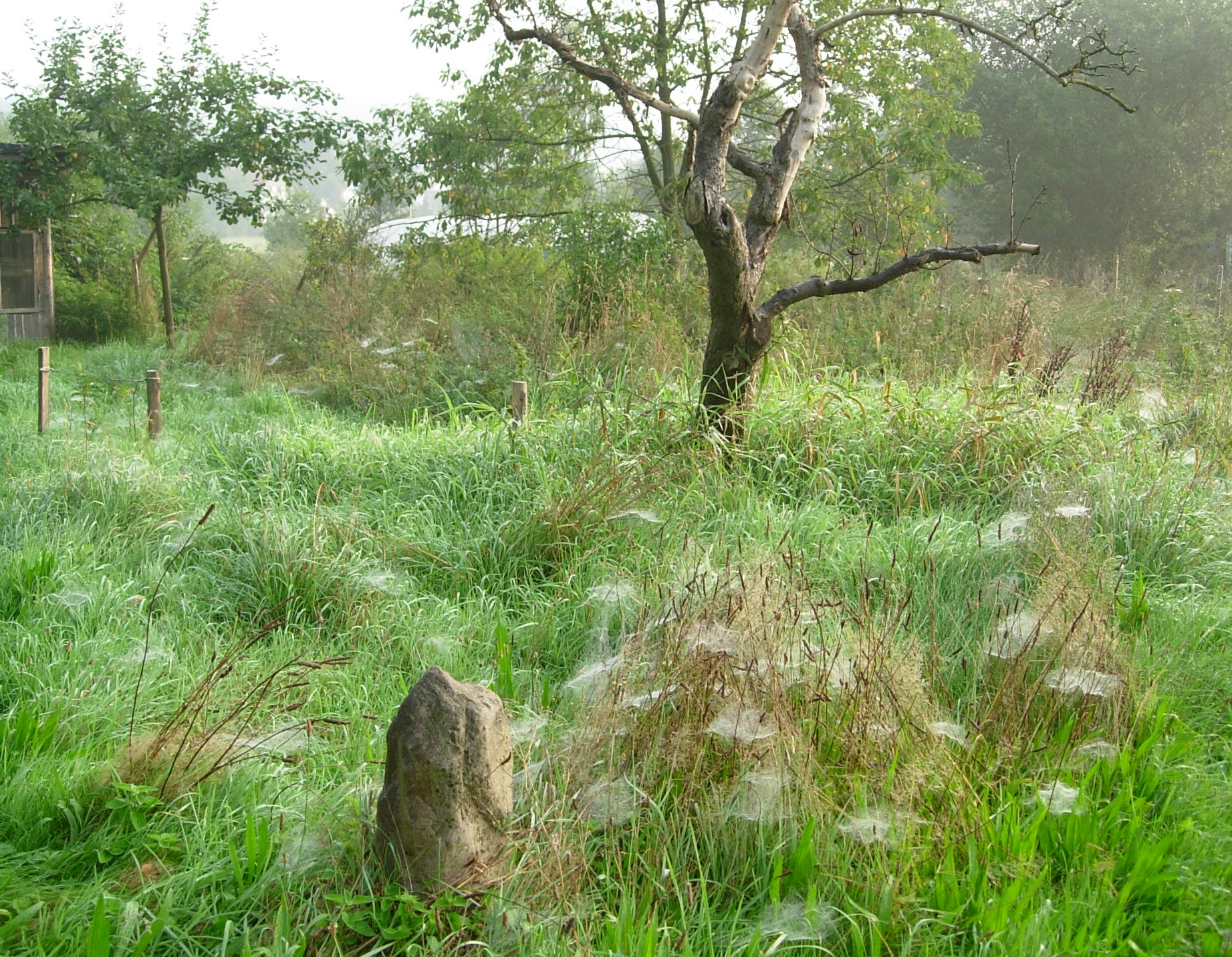
Altweibersommer en Allemagne

L'été indien est une chanson célèbre de 1975, coécrite par Pierre Delanoë et Claude Lemesle et interprétée par le chanteur français originaire des États-Unis Joe Dassin. Les paroles de cet extrait de la chanson montrent que l'expression concerne bien le Nord de l’Amérique et non l’Europe :
« C’était l’automne, un automne où il faisait beau
Une saison qui n’existe que dans le Nord de l’Amérique
Là-bas on l’appelle l’été indien. »
En France, l'expression courante avant le tube de Joe Dassin, était « l'été de la Saint-Martin » (la fête de saint Martin est célébrée le 11 novembre, jour de sa mort), période opposée à celle des Saints de glace, environ six mois plus tôt ou plus tard. Pour un redoux et beau temps similaire, en Allemagne on parle de l’« Altweibersommer » (« été des vieilles femmes »), en Suède de « l’été de la Toussaint », en Italie de « l’estate di San Martino » ; en Angleterre, on parle souvent de St. Luke's summer (« été de la Saint-Luc ») (18 octobre) ou, comme en français, de St. Martin's summer (« été de la Saint-Martin ») ou, comme en américain, Indian summer ; en Espagne on parle du « veranillo de San Miguel » (29 septembre) et au Portugal du « verão de São Martinho ». La période correspond aussi à ce qu'on appelle en Bretagne « an hanv c'hraden », « l'été des fougères », lesquelles prennent alors leurs belles teintes jaunes et rousses. Enfin en Europe centrale et Russie, on a à la fin septembre, « l’été des bonnes femmes » (« бабье лето » ou babïé léto).